# Sugar Ray (álbum)
Sugar Ray es el cuarto álbum de estudio de la banda estadounidense de rock alternativo Sugar Ray. Fue lanzado el  12 de junio de 2001 a través de Atlantic Records. El álbum debutó en el número 6 en la lista Billboard 200, y obtuvo el oro. El primer sencillo del álbum, "When It's Over", también tuvo un buen desempeño en las listas de pop y rock.

## Lanzamiento y promoción
La canción "Words to Me" apareció en la banda sonora de la película Scooby-Doo en 2002. La película se rodó en Queensland, Australia, y la propia banda apareció en ella. Mientras estaban en Australia, realizaron un concierto en la playa que luego se lanzaría en un DVD llamado Music in High Places: Live from Australia. La canción "Sorry Now" también apareció en la película de 2001 Scary Movie 2.

## Lista de canciones
| N.º | Título                            | Duración |  |
| 1.  | «Answer the Phone»                | 4:00     |  |
| 2.  | «When It's Over»                  | 3:38     |  |
| 3.  | «Under the Sun»                   | 3:21     |  |
| 4.  | «Satellites»                      | 3:46     |  |
| 5.  | «Waiting»                         | 3:31     |  |
| 6.  | «Ours»                            | 3:23     |  |
| 7.  | «Sorry Now»                       | 3:17     |  |
| 8.  | «Stay On» (con Nick Hexum de 311) | 4:31     |  |
| 9.  | «Words to Me»                     | 4:00     |  |
| 10. | «Just a Little»                   | 3:27     |  |
| 11. | «Disasterpiece»                   | 2:58     |  |

## Posiconamiento en lista
| Lista (2001)                      | Posición |
| --------------------------------- | -------- |
| Alemania (Offizielle Top 100)     | 49       |
| Australian Albums (ARIA)          | 77       |
| Austria (Ö3 Austria)              | 54       |
| Estados Unidos (Billboard 200)    | 6        |
| Francia (SNEP)                    | 109      |
| Nueva Zelanda (Recorded Music NZ) | 12       |
| Suiza (Schweizer Hitparade)       | 53       |

## Personal
Sugar Ray
- Mark McGrath - voz principal
- Rodney Sheppard - guitarras, coros
- Murphy Karges - bajo, coros
- Stan Frazier - batería, coros
- DJ Homicide - tocadiscos, samples, teclado

Músicos adicionales
- Nick Hexum: voz (pista 8).